# 8680 Rone
8680 Rone är en asteroid i huvudbältet som upptäcktes den 2 mars 1992 i samband med projektet UESAC. Den fick den preliminära beteckningen 1992 EJ9 och  namngavs senare efter den lilla orten Rone i Gotlands kommun belägen på södra Gotland.
Den tillhör asteroidgruppen Hygiea.
Rones senaste periheliepassage skedde den 23 april 2018. [Uppdatering behövs]